# 尾形幸生
尾形 幸生（おがた ゆきお、1949年〈昭和24年〉1月28日 - 2014年〈平成26年〉11月3日）は、日本の化学者、工学者。工学博士。第5代京都大学エネルギー理工学研究所所長。京都大学名誉教授。専門は電気化学、工業化学。

## 略歴
新潟県新潟市出身。
1967年（昭和42年）3月に新潟高等学校を卒業、1971年（昭和46年）3月に京都大学工学部工業化学科を卒業、1973年（昭和48年）3月に京都大学大学院工学研究科工業化学専攻修士課程を修了、住友電気工業裸線事業部に勤務。
1975年（昭和50年）4月に京都大学大学院工学研究科工業化学専攻博士課程に入学、1978年（昭和53年）に単位取得退学、テネシー大学で研究、1980年（昭和55年）から京都大学で研究、1981年（昭和56年）5月に工学博士号を取得。
1982年（昭和57年）3月に名古屋工業大学工学部合成化学科助手に就任、1989年（平成元年）4月に京都大学原子エネルギー研究所助教授に就任、1995年（平成7年）4月に京都大学原子エネルギー研究所教授に就任。
1996年（平成8年）5月に京都大学エネルギー理工学研究所 エネルギー利用過程研究部門 複合化学過程研究分野 教授に就任、2008年（平成20年）1月に第5代京都大学エネルギー理工学研究所所長に就任。
2013年（平成25年）3月に京都大学を定年退官、4月に京都大学名誉教授の称号を受称。
2014年（平成26年）11月3日にマレーシアを旅行中に心筋梗塞によりクアラルンプールの病院で午後4時14分（現地時間）に死去、65歳没。

## 研究
シリコンを電極とした電気化学反応による多様な表面微細構造形成法を開発し、多孔質シリコンの研究で業績を上げた。

## 論文
- CiNii収録論文 - CiNii